# Alchemilla biradiata
Alchemilla biradiata är en rosväxtart som beskrevs av P.N. Ovchinnikov. Alchemilla biradiata ingår i släktet daggkåpor, och familjen rosväxter. Inga underarter finns listade i Catalogue of Life.